# Bergmanin puisto
Le parc de Bergman (finnois : Bergmanin puisto) est un parc du quartier Hietalahti de Vaasa en Finlande.

## Présentation
Situé près de la mer, le parc Bergman est le premier parc que les voyageurs peuvent voir en approchant de Vaasa depuis le port de Vaskiluoto.
Le parc a été rénové dans les années 2010. La zone est entretenue avec une végétation composée d'arbres ainsi que des pelouses tondues. 
Le parc expose une œuvre d'art en mémoire de l'incendie de Vaasa.